# Jules Valadon
Pour les articles homonymes, voir Valadon.
Jules Emmanuel Valadon né à Paris le 10 octobre 1826 et mort dans cette même ville le 28 mars 1900 est un peintre français.

## Biographie

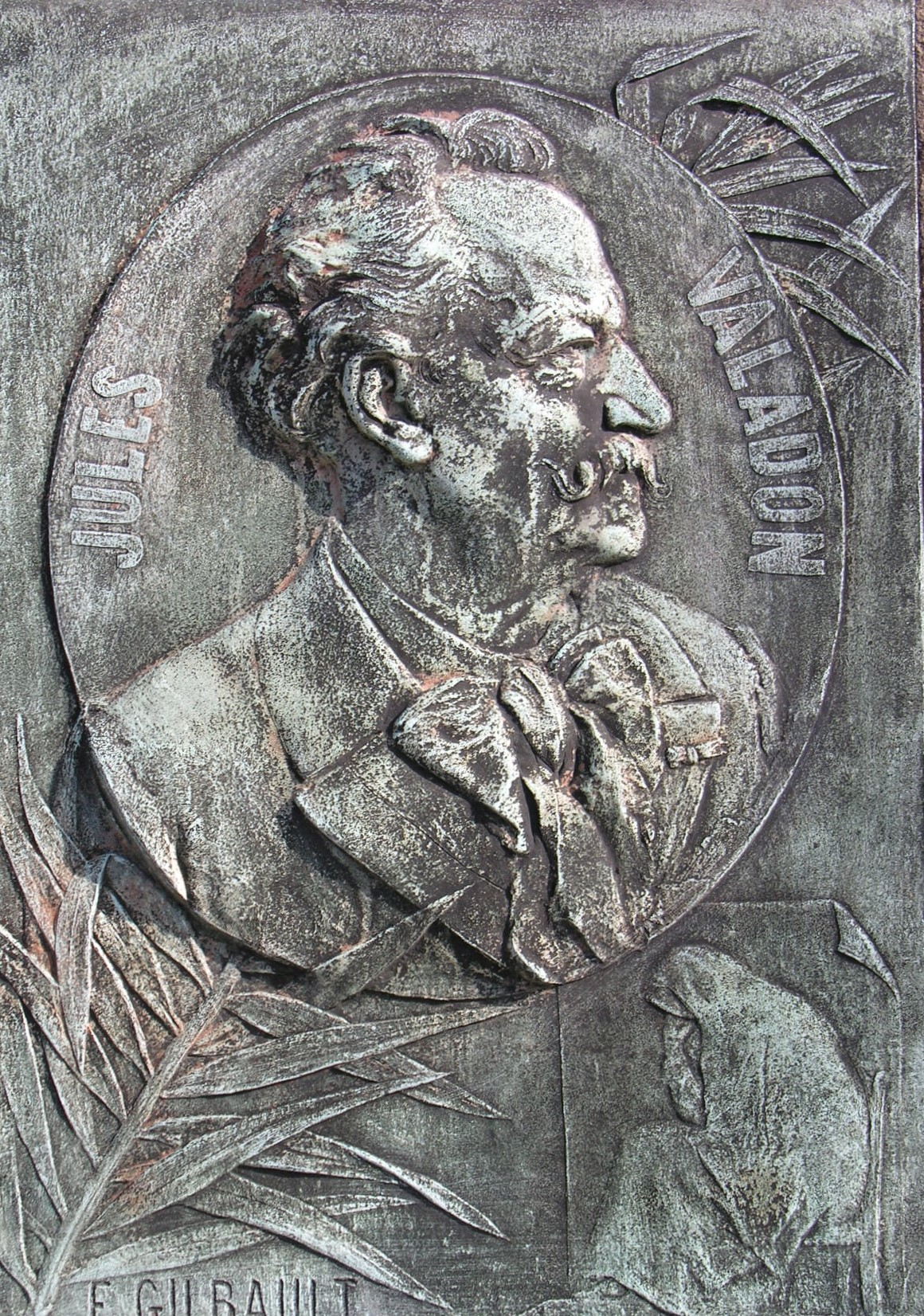
Ferdinand Gilbault, Jules Valadon, bas-relief en bronze ornant la tombe du peintre, Paris, cimetière du Montparnasse (9e division).

Jules Valadon, né le 10 octobre 1826 au no 50 de la rue de Grenelle à Paris, est le fils de Joséphine-Adèle Royer et de Michel-Emmanuel Valadon (1801-1852), architecte-entrepreneur qui a donné son nom à la rue Valadon.
Entré en 1846 à l’École des beaux-arts de Paris, où il obtiendra plusieurs médailles, il a pour maîtres Michel Martin Drolling, Léon Cogniet et Henri Lehmann. Il expose pour la première fois au Salon en 1857. Il est membre de la Société des artistes français.
Connu pour ses portraits et têtes d'expression, il s'est également illustré dans le genre de la nature morte. À ce titre, Auguste Dorchain considérait Valadon comme « le Chardin de [leur] temps ».
Membre honoraire de l'Association philotechnique, pour laquelle il a donné des cours gratuits pendant plus de douze ans, il est nommé officier d'Académie en 1880.
Proche de François Coppée, qui a été son parrain dans l'ordre de la Légion d'honneur en 1893, Valadon signe en janvier 1899 le manifeste antidreyfusard « modéré » de la Ligue de la patrie française.
Estimé de ses pairs mais relativement ignoré par le public, il meurt le 28 mars 1900 à son domicile parisien du no 116 de la rue Blomet. Le 8 décembre 1901, un monument à sa mémoire, orné d'un portrait sculpté par Ferdinand Gilbault, est inauguré à Paris au cimetière du Montparnasse (9e division).

## Œuvres
Note : huile sur toile, sauf mention contraire.
- La Bohême artiste, Salon de 1857[6].
- Portrait de M. Heurt, Salon de 1859[6].
- Portrait de M. Charles Cros, Salon de 1859[6].
- Le Réchaud d'argent, nature morte, Salon de 1861[6].
- L’Étude de la botanique, Salon de 1864[6].
- Portrait de Madame …, Salon de 1864[6].
- Portrait de M. Bonnet, architecte, Salon de 1865[6].
- Les Verres d'eau, nature morte, Salon de 1866[6].
- Un coin du jardin, Salon de 1866[6].
- Bords d'une petite rivière, Salon de 1868[6].
- Fleurs dans un vase de cristal, Salon de 1868[6].
- Portrait de M. Colfavru, avocat, Salon de 1870[6].
- Huîtres, nature morte, Salon de 1870[6].
- Diablotin contemplant Paris du haut des tours de Notre-Dame, dessin, Salon de 1870[6].
- Un montoir de carrier en ruine, souvenir de la plaine d'Issy, dessin, Salon de 1870[6].
- Poissons et accessoires, Salon de 1872[6].
- Un paysan, souvenir de la guerre, Salon de 1873[6].
- Portrait de M. M., Salon de 1874[6].
- Frère et sœur, Salon de 1874[6].
- Les Deux amis, Salon de 1874[6].
- Marchande de petits bouquets, Salon de 1875, ancienne collection J. Poupinel[6].
- Portrait de M. Geslin, Salon de 1876[6].
- Des Poissons, Salon de 1876[6].
- Portrait de Mme J. Valadon, Salon de 1877[6].
- Portrait de M. D., Salon de 1877[6].
- Portrait du comte de C., Salon de 1878[6].
- Portrait du fils de M. P., Salon de 1878[6].
- Portrait de l'auteur, Exposition universelle de 1878, musée d'Orléans[6].
- Pendant un service funèbre, Salon de 1879, 73 × 60 cm[6], musée de Grenoble[7].
- Portrait de M. Brunner, Salon de 1879[6].
- Portrait de M. Simon Hayem, Salon de 1880[6].
- Portrait de M. D., Salon de 1880[6].
- La Charité, Salon de 1881[6].
- Portrait de Mlle R., Salon de 1881[6].
- Portrait de M. Étienne Arago, Salon de 1882[6].
- Marie-Madeleine, Salon de 1882[6].
- Portrait de M. Eudoxe Marcille, avant 1885[6].
- Portrait de M. le marquis de Gonnet, avant 1885[6].
- Portrait de Mme la comtesse de Rougé, avant 1885[6].
- Portrait de M. François Coppée, avant 1885, 65 × 54,5 cm[6], musée national des châteaux de Versailles et de Trianon[7].
- Portrait de M. Louis Auvray, statuaire et critique d'art, avant 1885[6].
- Portrait de M. Félix Clément, musicien et écrivain, avant 1885[6].
- Portrait de M. Tronquois, architecte, avant 1885[6].
- Portrait de M. Émile Cardon, critique d'art, avant 1885[6].
- Un Diogène, avant 1885[6].
- Le Vieux vagabond, avant 1885[6].
- Portrait de M. l'abbé Perney, avant 1885[6].
- Portrait de M. François Giraud, fondateur des bibliothèques populaires, avant 1885[6].
- Un étudiant, avant 1885[6].
- Un verre de vin, citron et orange, avant 1885, ancienne collection Louis Auvray[6].
- Un vieux, Salon de 1886, 86 cm x 70,5 cm, musée des beaux-arts de Calais (dépôt du Musée d'Orsay).
- Deux jeunes filles lisant, 1887 ou avant, 59 × 73,5 cm, musée d'art et d'archéologie de Senlis[7].
- Âme inquiète, Salon de 1891, 73 × 50 cm, Paris, musée d'Orsay.
- Portrait de M. Stephen Pichon, 61 × 50 cm, exposé à la galerie Georges Petit en juin 1893, vendu à Paris en 2017.
- Portrait de jeune femme, avant 1894, 62 × 65 cm, musée des beaux-arts d'Arras, dépôt du musée d'Orsay, don de l'artiste en 1893.
- Portrait de Joseph Rignault à vingt ans, 1894, 25 × 19 cm, Avignon, musée Calvet.
- Nature morte, avant 1896, 26,2 × 21,3 cm, Cosne-Cours-sur-Loire, musée de la Loire, dépôt du musée d'Orsay, don de l'artiste en 1895.
- Nature morte, pinacothèque de l'État de São Paulo.
- Portrait d'Ernest Gallé, huile sur bois, 24,2 × 18,5 cm, Creil, musée Gallé-Juillet[7].
- La Cuisine, huile sur bois, 35 × 27 cm, Creil, musée Gallé-Juillet[7].
- Nature morte à la bouilloire, huile sur bois, 23,8 × 18,7 cm, Creil, musée Gallé-Juillet[7].
- Nature morte au réchaud et au verre, huile sur bois, 33 × 23,8 cm, Creil, musée Gallé-Juillet.
- Nature morte à la lanterne, huile sur papier, 55,3 × 45,4 cm, Creil, musée Gallé-Juillet.
- Marie-Madeleine, 137 × 99 cm,  Creil, musée Gallé-Juillet.
- Maurice Gallé, 55 × 46 cm,  Creil, musée Gallé-Juillet.
- Portrait de vieille femme, 55 × 41 cm,  Creil, musée Gallé-Juillet.
- Jeune homme au bérét, 55,5 × 38 cm, musée des beaux-arts de Dole[7].
- Masque de Napoléon Ier sur son lit de mort, fusain, 32,7 × 57 cm, musée des beaux-arts de Dole[7].
- Nature morte aux vieux livres, 46 × 55 cm, musée des beaux-arts de Dole[7].
- Nature morte au poêle, avant 1900, huile sur bois, 45,9 × 40,4 cm, Cosne-Cours-sur-Loire, musée de la Loire, dépôt du musée d'Orsay, don de Charles Hayem en 1899[7].
- Portrait de François Étienne Captier, sculpteur, huile sur bois, 24,8 × 19,2 cm, musée des Ursulines de Mâcon[7].
- Rêve de jeunesse, 1898 ou avant, 44 × 79 cm, palais des beaux-arts de Lille[7].
- Le Repos éternel, sanguine, 32,1 × 49,3 cm, Paris, musée du Louvre[7].
- Portrait d'Alphonse Osbert, 82 × 101 cm, Paris, musée d'Orsay.
- Pensées douloureuses, 73 × 50 cm, Paris, musée d'Orsay.
- Portrait de jeune fille assise, 123,5 × 78,5 cm, Paris, musée d'Orsay.
- Portrait de vieille femme, 73 × 60 cm, Dunkerque, hôtel de la Marine, dépôt du musée du Luxembourg.

Œuvres de Jules Valadon
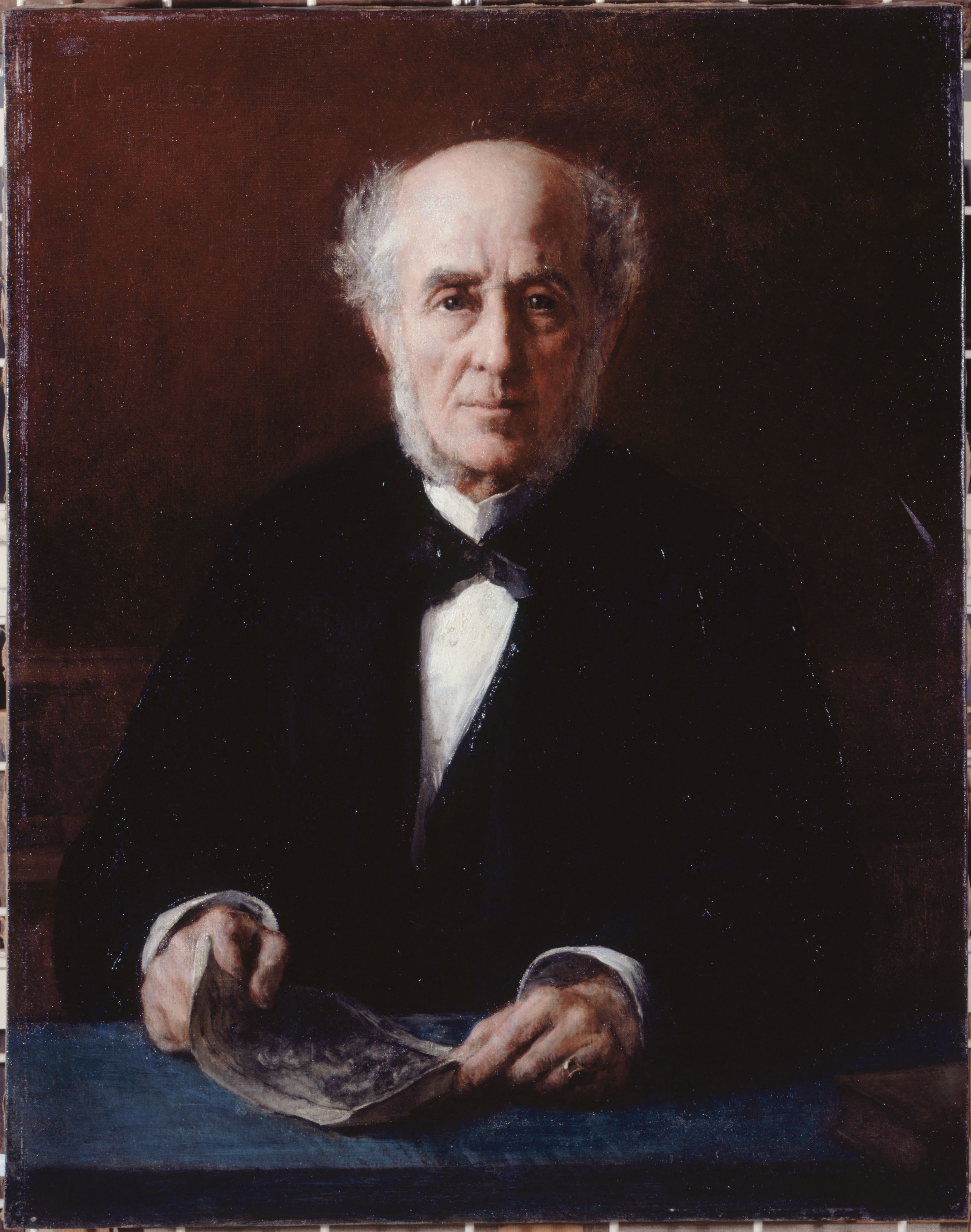
Portrait d’Étienne Arago (1882), Paris, musée Carnavalet.
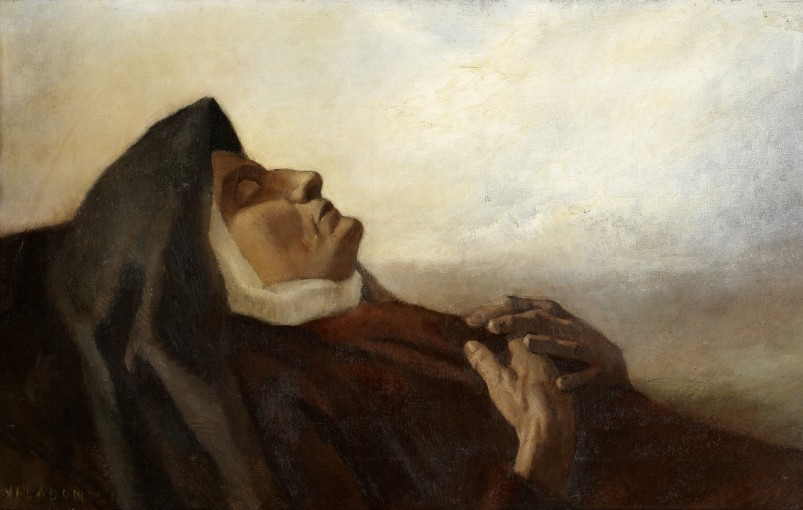
Le Repos éternel (1893), musée de Cahors Henri-Martin.
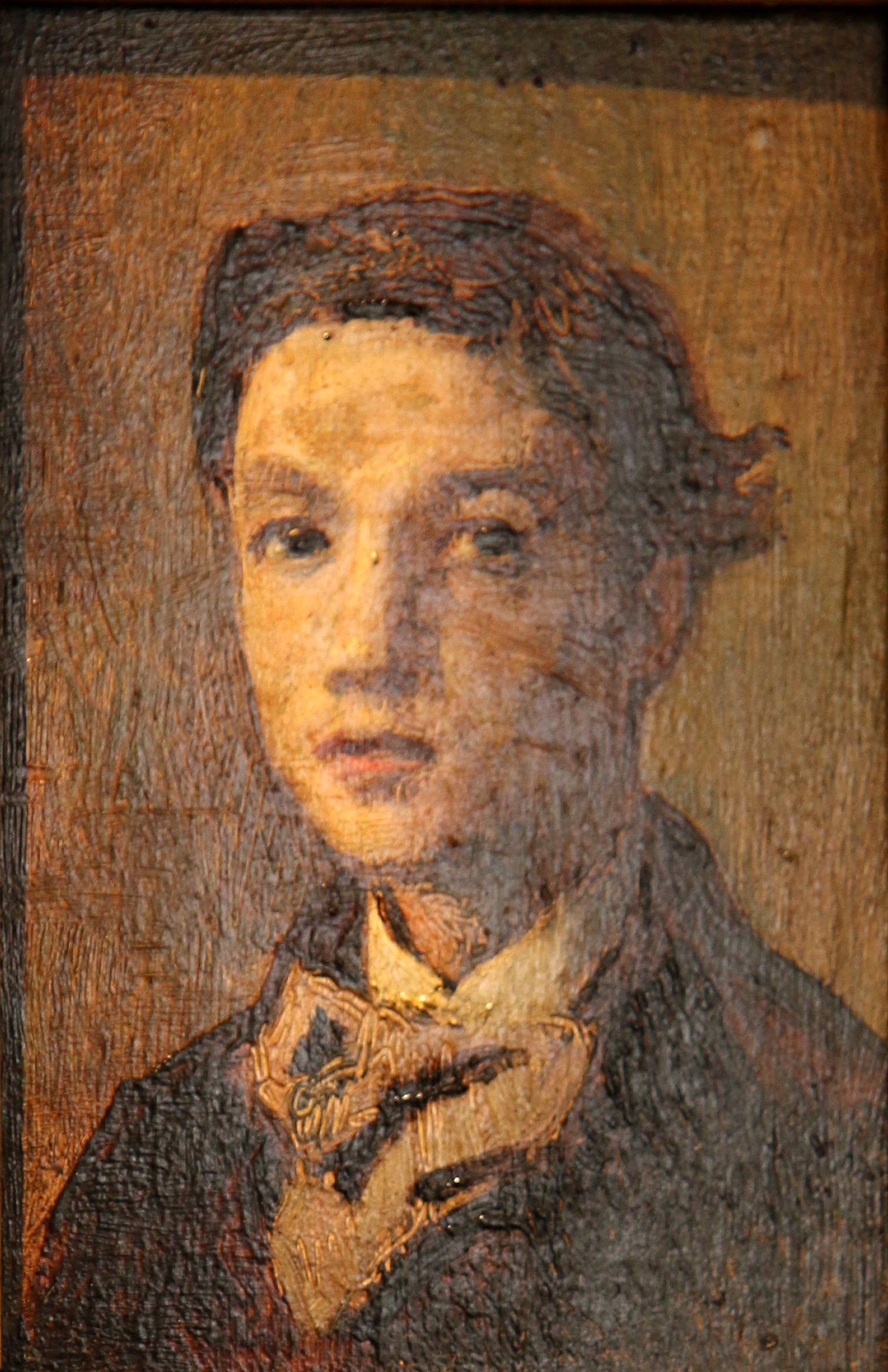
Portrait de Joseph Rignault à vingt ans (1894), Avignon, musée Calvet.
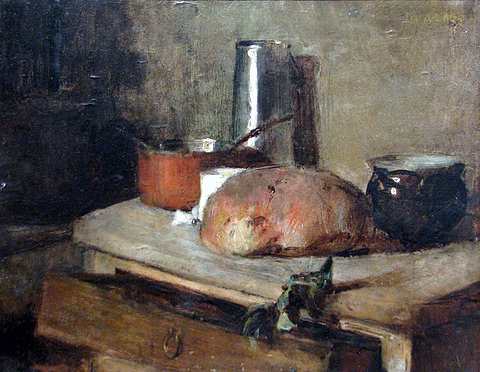
Nature morte, pinacothèque de l'État de São Paulo.